# Дицинген
Дицинген (њем. Ditzingen) град је у њемачкој савезној држави Баден-Виртемберг. Једно је од 39 општинских средишта округа Лудвигсбург. Према процјени из 2010. у граду је живјело 24.403 становника. Посједује регионалну шифру (AGS) 8118011.

## Географски и демографски подаци
Дицинген се налази у савезној држави Баден-Виртемберг у округу Лудвигсбург. Град се налази на надморској висини од 303 метра. Површина општине износи 30,4 km². У самом граду је, према процјени из 2010. године, живјело 24.403 становника. Просјечна густина становништва износи 803 становника/km².